# Große Moschee von Sofia

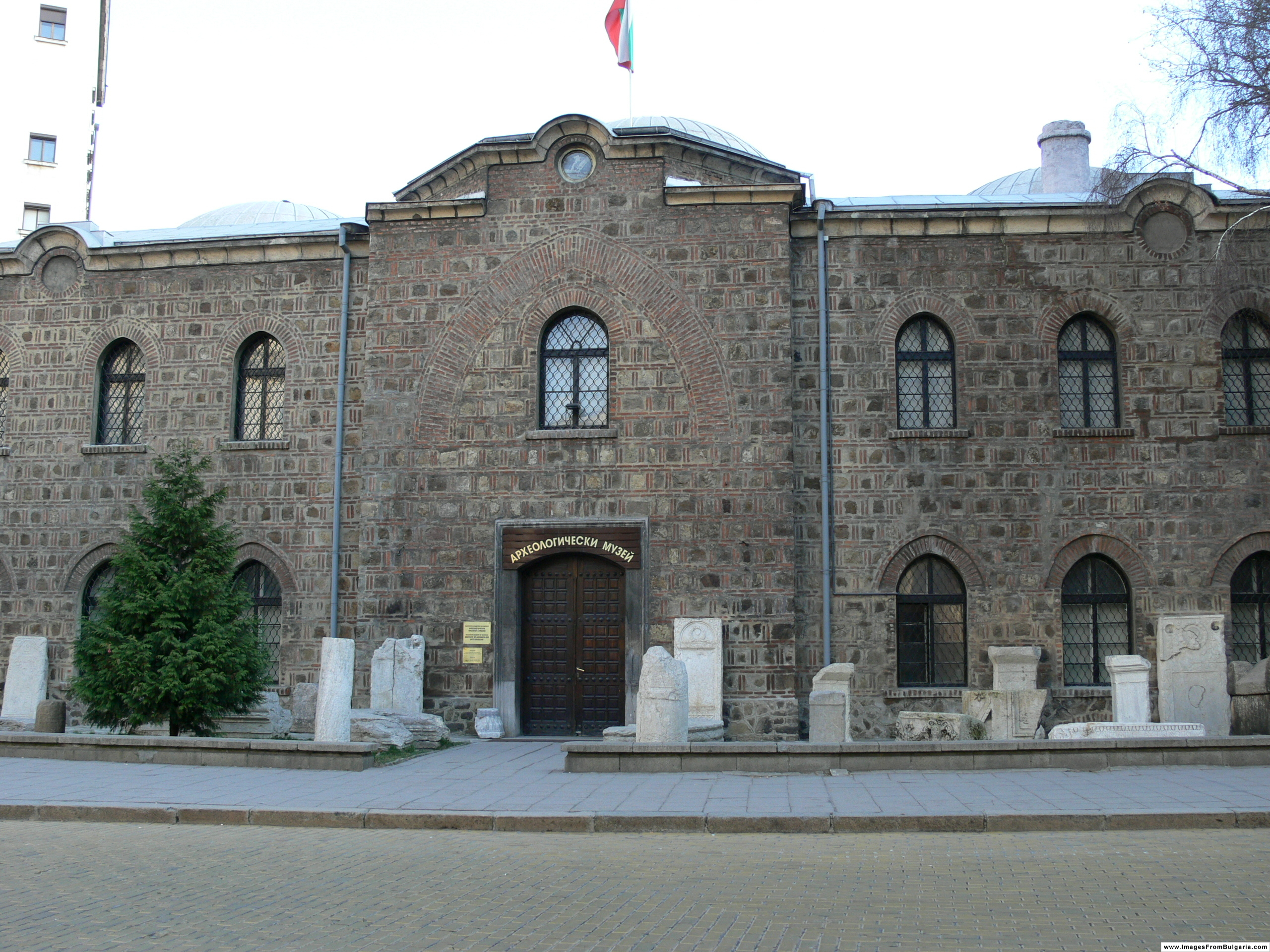
Die Bujuk Dschamija heute als Nationales Archäologisches Museum

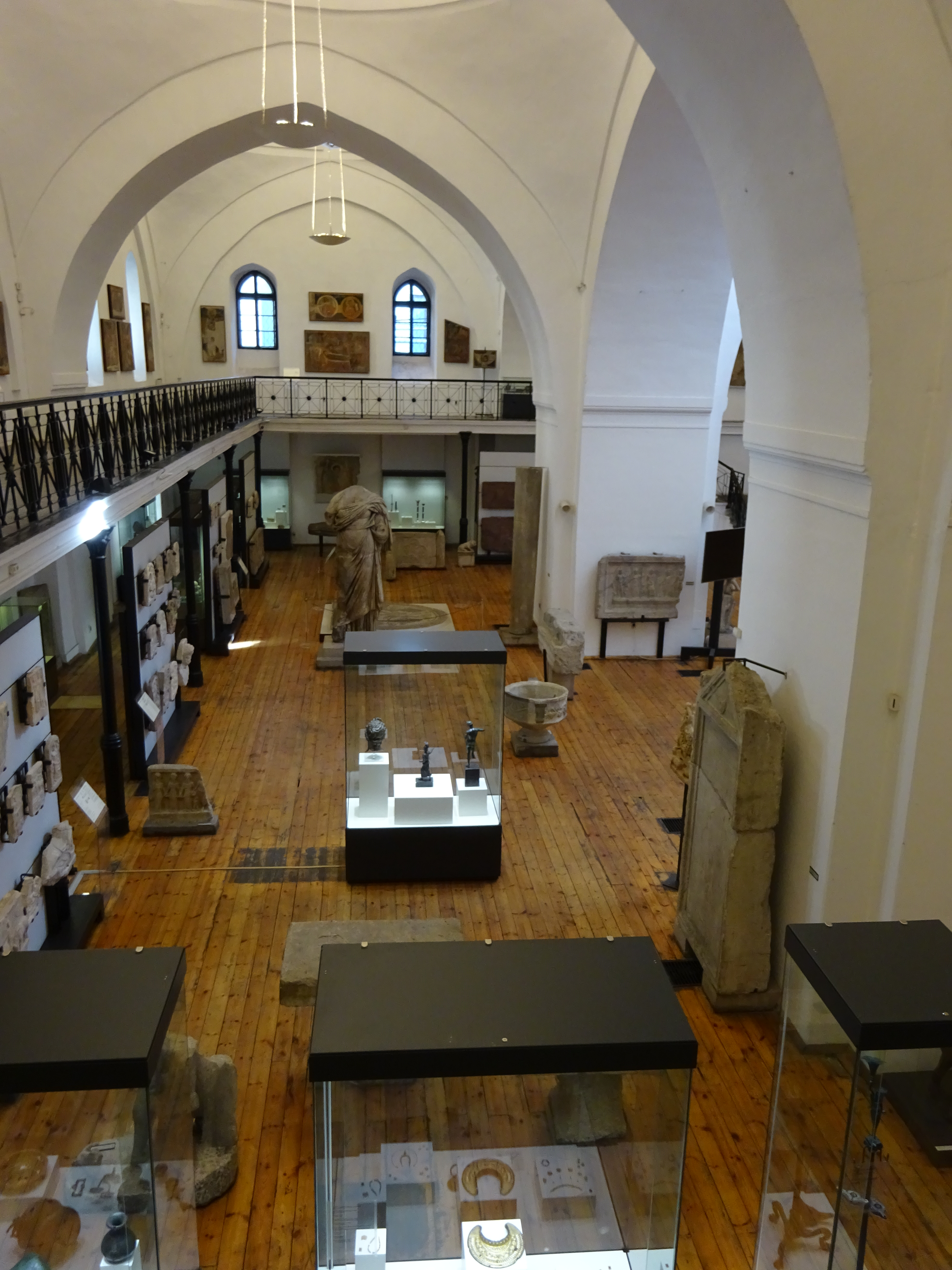
Innenansicht

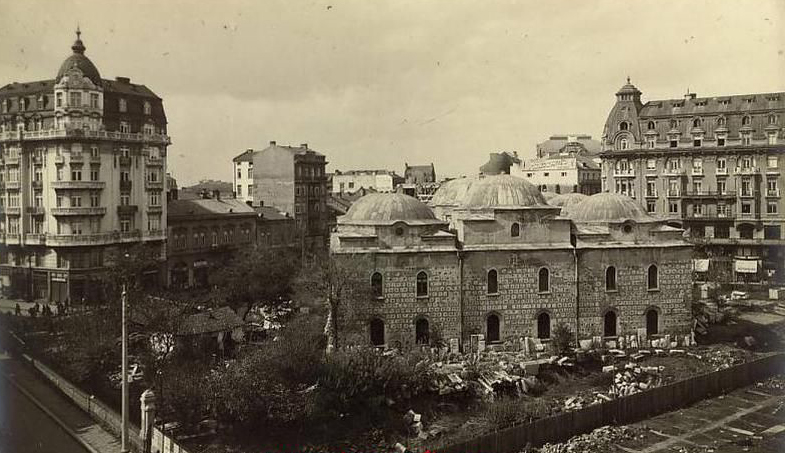
Die Bujuk Dschamija 1920 vor dem Union Palace Hotelrechts und dem Hotel Imperiallinks

Die Große Moschee von Sofia (bulgarisch Буюк джамия Bujuk Dschamija, türkisch Sofya Büyük Camii) ist eine ehemalige Moschee in der bulgarischen Hauptstadt Sofia, gegenüber dem Präsidentensitz. Sie ist eines der bedeutendsten Architekturdenkmäler Bulgariens aus der osmanischen Zeit und befindet sich neben der Banja-Baschi-Moschee und der Bosnali-Mehmed-Pascha-Moschee im Zentrum Sofias. Seit 1892 beherbergt das Gebäude das Nationale Archäologische Museum.

## Lage
Die ehemalige Moschee (Bujuk Dschamija) befindet sich heute gegenüber dem Sitz des bulgarischen Präsidenten, in unmittelbarer Nähe des Lagro-Architekturkomplexes, zwischen den Straßen Lege (bulg. Леге), Zar Oswoboditel (bulg. Цар Освободител), Saborna (bulg. Съборна) und Knjaz Aleksandar I. (bulg. Княз Александър I) eingeschlossen.

## Baugeschichte
Die Große Moschee ist das älteste Gebäude seiner Art in Sofia. Eine Bauinschrift ist nicht überliefert, aber nach einigen schriftlichen Aufzeichnungen war die ehemalige Moschee des großen Mahmud Pascha (dt. für Koca Mahmut Paşa Camii) ein Moschee-Komplex mit zahlreichen Gebäuden und entsprach der osmanischen Tradition des Moscheebaus. Der Name des Komplexes übertrug sich in den nachfolgenden Jahrhunderten auf das angrenzende Stadtviertel, selbst bis zum Ende des 19. Jahrhunderts hieß die Straße vor der Moschee Büyük Cami sokağı, heute heißt sie Lege.
1451 wurde der Großwesir Veli Mahmud Pascha unter Mehmed dem Eroberer Generalgouverneur (Beylerbey) von Rumelien mit Sitz in Sofia. Auf seine Initiative hin begann der Bau der Großen Moschee im selben Jahr und wurde 1494, 20 Jahre nach dem Tod von Mahmud Pascha, abgeschlossen. Der erste Name der Moschee war Kodscha Mahmud Pascha Moschee (bulg. Коджа Махмуд паша джамия/Kodscha Machmud Pascha Dschamija; türk. Koca Mahmut Paşa Camii). In unmittelbarer Nähe der Moschee wurden weitere Gebäude errichtet, darunter eine Karawanserei, eine Medrese und ein Wasserspeicher, so dass ein Moscheekomplex (Külliye) entstand.
Das Areal der Moschee wurde 1939 und 1998 archäologisch untersucht. Bei den Grabungen wurden 1939 unter dem südlichen Flügel eckige Mauerwerke gefunden. Sie wurden aus ovalen Flusssteinen gebaut und einem Gürtel, bestehend aus fünf Reihen flache Ziegel, die nicht mit der Epoche und Bauform des restlichen Gebäudes übereinstimmen. Unter den Fundstücken war auch eine Statue der Artemis. Während der zweiten Ausgrabung im Jahr 1998 wurden ein Areal von etwa 120 m² des Gartens vor der Moschee und das heutige Verwaltungsgebäude des Museums untersucht. Dabei wurden Kulturschichten aus mehreren Perioden festgestellt. Die ältesten Funde stammen von einer prähistorischen Siedlung, die unter dem nahe gelegenen Platz Alexander Batemberg lokalisiert wurde. Bei den Ausgrabungen wurden Funde aus der frühen Eisenzeit (8.–7. Jahrhundert v. Chr.), zwei Bauschichten aus der römischen Periode Sofias (als dieses Areal Teil der Agora, des antiken Marktes war), Funde aus dem 11. und 12. Jahrhundert, sowie der Grundriss eines Gebäudes, dessen Mauerwerk parallel zu der Moschee verläuft und höchstwahrscheinlich das ehemalige Gasthaus des Moscheekomplexes war.
Der Grundriss der Großen Moschee stellt ein Quadratbau mit einer Länge von 36,6 m Seitenlänge dar. Er wurde, mit geringfügigen Abweichungen, nach den vier Himmelsrichtungen ausgerichtet. Das Areal ist durch vier Säulen die zugehörigen Pilaster in neun identischen Quadraten aufgeteilt. Über jedem der neun Quadrate wurde eine Kuppel errichtet. Alle Kuppeln haben den gleichen Durchmesser und sind durch Spitzbögen gestützt. Von außen sind die Kuppeln mit Bleiblättern abgedeckt. Die mittleren Kuppeln, die zum Mihrab führen, sind höher als die restlichen.
Die Entwicklung der osmanischen Sakralarchitektur auf der Balkanhalbinsel und die Interaktion der osmanischen mit der abendländischen Architektur in den verschiedenen Regionen des Osmanischen Reiches ist bisher nicht genau untersucht worden. Wissenschaftler sehen die Große Moschee in Bursa (Ulu Cami) als Vorbild für die Moschee-Architektur mit mehreren Kuppel, wie sie auch zum Teil auf dem Balkan zu finden ist. Sie wurde nach 1395 vom Architekten Ayvaz Pascha erbaut.
Die Wände der Großen Moschee wurden aus kleinen Blocksteinen mit Mörtel errichtet und mit Ziegelsteine umfasst. Dieser sogenannte Zellenbau ist für das osmanische Bauwesen charakteristisch. In den ersten Jahrhunderten hatte die Moschee wahrscheinlich ein Arkaden-Vorraum (Narthex), der mit fünf Kuppeln überdacht war.
Auf der ältesten erhaltenen Bilddarstellung der Großen Moschee ist an der Frontfassade ein Säulengang mit einem geneigten Dach und rechts von Zentralbau das Minarett zu sehen. Das Portal wurde wahrscheinlich im 19. Jahrhundert, nach einem der zwei großen Erdbeben von 1818 oder 1858, errichtet worden, um den beschädigten bzw. baufälligen Narthex zu ersetzen. Auf diesem Bild von der Moschee sind auch keine Fenster in der Zentralkuppel sichtbar. Die Zentralkuppel wurde wahrscheinlich erst beim großen Umbau von 1938 durchbrochen, um einen besseren Lichteinfall in das Innere des Gebäudes zu ermöglichen. Am Ende des 19. Jahrhunderts lagen das Portal und das Minarett in Trümmern, nur noch fünf Bogenmarkierungen waren sichtbar. Während des Russisch-Osmanischen Befreiungskrieges (1877–1878) wurde die verlassene Moschee in ein Lazarett umgewandelt.
Die Notwendigkeit zur Schaffung kultureller Einrichtungen im Nachkriegs-Bulgarien und der Mangel an passenden Gebäuden, als Folge der Erklärung Sofias zur Hauptstadt des Fürstentum Bulgarien brachte auf Vorschlag von Konstantin Jireček die Umwidmung des verlassenen Gebäudes der Großen Moschee von Sofia ins Gespräch. So übergab das Ministerium für Nationale Bildung, nach dem Umzug des Lazaretts, das Gebäude Ende 1879 der kurz zuvor gegründeten Nationalbibliothek, die es für ein Altertumsmuseum nutzen sollte. Das Gebäude war jedoch in einem desolaten Zustand. Um es überhaupt nutzen zu können, wurde ein Drittel der Moschee mit Hilfe von Holzbrettern in vier Räume unterteilt. Der größere Teil wurde ein Lesesaal. Die Bibliothek in der Moschee wurde am 2. März 1880 offiziell für Besucher eröffnet. Eine notdürftige Rekonstruktion, die vor der Eröffnung durchgeführt wurde, kostete 7000 Lewa.
Aus dem Jahr 1885 ist ein Bericht des damaligen Direktors der Bibliothek an das Ministerium für Nationale Bildung erhalten geblieben. In diesem erklärt er, dass es unmöglich sei weiterhin in der Moschee zu bleiben: „Die Zimmer sind sehr feucht, stickig, dunkel und eng. Das Gebäude ist niedrig und in die Erde gebaut, wo sich ein schwerer und widerlicher Geruch bildet, der das Ergebnis der Feuchtigkeit, der stickigen Luft und die verschimmelten Stoffe an den Wänden ist.“ Die Moschee beherbergte die Bibliothek bis im Frühjahr 1885.
Während dieser Zeit befanden sich in der Großen Moschee auch die Büros der Staatsdruckerei; in zwei provisorischen Nebengebäuden wurden die Druckmaschinen untergebracht. Eines der Nebengebäude wurde an der Westfassade, zur heutigen Lege-Straße, und das andere auf der gegenüberliegenden Fassade zum Boulevard Knjaginja Clementine (heute Atanas Burow-Platz) errichtet. Diese Gebäude existierten bis 1887: Danach bezog die Staatsdruckerei ihr eigenes, neues Gebäude. Nach einem Umbau wurde die ehemalige Moschee ab 1892 als nationales Archäologiemuseum genutzt, 1905 wurde das Museum für das Publikum eröffnet. 1944 wurde es durch einen Bombentreffer schwer beschädigt und bis 1948 restauriert.